# Verkami
Verkami és una plataforma dedicada al micromecenatge fundada el 2010 a Mataró per la iniciativa privada d'un pare i dos fills: Joan, Adrià i Jonàs Sala, un biòleg, un historiador de l'art i un físic. El mot verkami és un neologisme fet a partir de dues paraules de l'esperanto: Verko (creació artística o científica, obra, producció; o, en forma verbal, verki: crear obres d'art o ciència, produir art) i Ami (estimar, agradar). 'Verkami' es podria definir com a amic de la creació.
Víctor Pàmies, en la introducció d'Amb cara i ulls. Diccionari de dites i refranys sobre l'ull (2011, p. 7), el primer llibre en català que es publicà amb micromecenatge, diu que Verkami és una plataforma de micromecenatge feta a imatge d'altres que ja funcionen de fa temps als Estats Units; "ras i curt, és un espai on es posen en contacte creadors i possibles mecenes que, a partir de petites aportacions, poden finançar diversos projectes de caràcter cultural o creatiu a canvi de diverses compensacions en sintonia amb l'aportació feta".
El juliol del 2012, per mitjà de Verkami, s'han finançat amb èxit 460 projectes i la màxima quantitat recaptada han estat 33.170 € per al projecte de compra del diari Público. El 2011 rebé el Premi Tendències a la Indústria Emergent (2011) atorgat per El Mundo de Catalunya.
Posteriorment, el 2013, Verkami aconseguí batre el rècord europeu de micromecenatge amb el documental L'endemà, de la productora Isona Passola, arribant fins a més de 350.000 euros. Aquell mateix any 2013, Verkami resultà guanyadora en la categoria e-Culture&Tourism dels World Summit Awards, guardons promoguts per les Nacions Unides.